# Hypnodendron novae-guineae
Hypnodendron novae-guineae là một loài Rêu trong họ Hypnodendraceae. Loài này được (Dixon) E.B. Bartram mô tả khoa học đầu tiên năm 1957.